# Nico Walther
Pour les articles homonymes, voir Walther.
Nico Walther est un bobeur et lugeur allemand, né le 7 juin 1990 à Freital.

## Biographie
Il remporte aux Championnats du monde de bobsleigh la médaille d'argent de bob à quatre en 2015, la médaille d'argent par équipe mixte en 2017 et la médaille de bronze de bob à quatre en 2017.
Aux Jeux olympiques d'hiver de 2018, il est médaillé d'argent de bob à quatre avec Kevin Kuske, Alexander Rödiger et Eric Franke.

## Palmarès

### Jeux Olympiques
- : médaillé d'argent en bob à 4 aux JO 2018.

### Championnats monde
- : médaillé d'argent en bob à 4 aux championnats monde de 2015.
- : médaillé d'argent en équipe mixte aux championnats monde de 2017.
- : médaillé de bronze en bob à 4 aux championnats monde de 2017 et 2020.
- : médaillé de bronze en bob à 2 aux championnats monde de 2019.
- : médaillé de bronze en équipe mixte aux championnats monde de 2016.

### Coupe du monde
- 1 globe de cristal : 
  - Vainqueur du classement combiné en 2016.
- 28 podiums  : 
  - en bob à 2 : 2 victoires, 3 deuxièmes places et 4 troisièmes places.
  - en bob à 4 : 7 victoires, 5 deuxièmes places et 7 troisièmes places.

#### Détails des victoires en Coupe du monde
| Édition   | Bob à 2                  | Bob à 4                       |
| 2014-2015 |                          | Altenberg                     |
| 2015-2016 |                          | Königssee Park City           |
| 2017-2018 | Lake Placid Saint-Moritz | Park City Altenberg Königssee |
| 2018-2019 |                          | Winterberg                    |